# Гарбер, Дон
Дон Га́рбер (англ. Don Garber; 9 октября 1957, Флашинг, Нью-Йорк, США) — руководитель (комиссар) MLS, высшей футбольной лиги США и Канады, генеральный директор «Соккер Юнайтед Маркетинг» и член совета директоров Федерации футбола США.  Вся карьера Гарбера прошла в индустрии спорта в различных должностях в маркетинге, телевидении и управлении лигами.  В 1999 году он был избран на пост комиссара Major League Soccer после шестнадцати лет работы в Национальной футбольной лиге.

## Национальная футбольная лига
В Национальной футбольной лиге Гарбер проработал шестнадцать лет, завершив карьеру в роли управляющего директора «NFL International», ответственным за бизнес лиги за рубежом, включая лигу «NFL Europe». Гарбер начал работу в НФЛ в 1984 году менеджером в отделе маркетинга и в 1988 году стал директором отдела. В 1992 году был назначен старшим вице-президентом НФЛ по развитию бизнеса и был ответственным за организацию телевизионных и специальных мероприятий и работу с общественностью. Гарбер считал, что успехом к развитию лиги станет упор на персонализацию игры и сближение игроков и лиги с общественностью.

## Major League Soccer
Крупные инвесторы и владельцы клубов лиги MLS заметили результаты его работы по продвижению и рекламе НФЛ и американского футбола за рубежом и предложили Гарберу пост комиссара MLS. По словам Гарбера, он «перешёл с раскрутки американского футбола за рубежом на раскрутку настоящего футбола в Америке». 4 августа 1999 года, Гарбер вступил в свою новую должность, сменив Дага Логана. Первыми решениями Гарбера были переход к устоявшимся международным стандартам игры и отмена нестандартных нововведений, как например буллиты в конце игр в случае ничьих и таймер обратного отсчёта времени как в НБА и НХЛ.

### Развитие MLS
Гарбер придерживается долгосрочной политики медленного роста лиги. Он отдаёт предпочтение медленному устойчивому развитию в течение десятилетий в отличие от быстрого расширения и сенсационных заголовков, что привело к неудаче Североамериканской футбольной лиги. До прихода Гарбера, в MLS существовал единственный собственный стадион, построенный для команды «Коламбус Крю» её владельцем Ламаром Хантом. Гарбер создал план развития постройки специализированных футбольных стадионов для каждой команды лиги. Он также создал «Soccer United Marketing» — коммерческую компанию принадлежащую лиге и заключающую права на телевизионное вещание, рекламу торговых марок лиги, а также занимающуюся развитием имиджа спорта.
В 2003 году план по постройке принёс первые плоды. Было завершено строительство «американского футбольного собора» Хоум Дипо Сентер, домашнего стадиона «Лос-Анджелес Гэлакси» и мужской и женской национальных сборных. К 2007 году было построено ещё четыре арены. К началу сезона 2012 года из девятнадцати клубов лиги уже пятнадцать играли на собственных футбольных стадионах.
Для повышения качества игры, в 2005 году Гарбер и владельцы лиги решили создать Дивизион резервов MLS, турнир, позволяющий запасным игрокам клубов соревноваться и набираться опыта. Также, размер составов команд был увеличен с 24 до 30 игроков, предоставляя клубам бо́льшую возможность развивать таланты.

#### Designated Player Rule
В конце 2006 года было введено правило Designated Player Rule, прозванное «правилом Бекхэма», которое позволяло каждому клубу иметь двух игроков в составе команды, зарплаты которых не ограничивались потолком установленным лигой. Правило названо в честь Дэвида Бекхэма который заключил контракт с «Лос-Анджелес Гэлакси» после введения этого правила. Гарбер и владельцы признали, что MLS требуется больше ключевых игроков для повышения интереса и усиления лиги.

#### Телевизионные контракты
Одним из наиболее важных коммерческих проектов Гарбера было заключение контрактов с телеканалами ABC, ESPN, Fox Soccer Channel, испаноязычными Univisión, Galavisión, TeleFutura, и, начиная с 2012 года, NBC и NBC Sports. Лига получает прибыль от показа игр на телевидении, а также расширяет аудиторию и привлекает интерес к игре. Гарбер отметил, что повышение телевизионных рейтингов остаётся одной из главных задач для MLS.

#### Спонсоры
Под руководством Гарбера, в лиге было введено новшество среди североамериканских спортивных лиг — разрешение размещения логотипа спонсора на спортивной форме. Контракты заключаются на минимальную сумму в 500 тысяч долларов в год, из которых 200 тысяч отчисляются лиге. В настоящее время большинство команд имеют спонсоров форм, на суммы от одного до четырёх миллионов долларов в год.

#### Владельцы команд
По настоянию Гарбера количество владельцев было существенно диверсифицировано. В 2001 году, три инвестора являлись владельцами десяти команд лиги: «Anschutz Entertainment Group» Филипа Аншутца (6 команд), «Hunt Sports» Ламара Ханта (3 команды) и Роберт Крафт (владелец «Нью-Инглэнд Революшн» и «Нью-Ингленд Пэтриотс» из НФЛ). В настоящее время каждая из команд лиги имеет собственного владельца.

## Личная жизнь
Гарбер женат, имеет двух детей. Проживает в городе Монтклэр, штата Нью-Джерси. Коллекционирует вина, сигары и старинные часы.